# Annual Avant Garde Festival of New York
Annual Avant Garde Festival of New York ou Festival annuel d'Avant-garde de New York était un événement annuel qui débute à New York en 1963 sous la forme d'un forum ouvert mettant en scène la musique expérimentale émergente. Fondé en 1963 par la violoncelliste et performeuse Charlotte Moorman, le festival a duré 15 ans et s'est déroulé chaque année dans divers lieux, dont Central Park et le ferry de Staten Island jusqu'en 1980 (à l'exception des années 1970, 1976 et 1979).

## Historique
Organisé par la violoncelliste et artiste Charlotte Moorman, Annual Avant Garde festival of New York commence en 1963 sous la forme de forums ouverts mettant en scène la musique expérimentale qui émerge de Fluxus. Le festival est ouvert à différentes propositions artistiques : performances, musique, opéra, vidéo et danse  Le festival inaugural se tient au Judson Hall (en) et réunit 28 compositeurs, dont John Cage, Morton Feldman, Max Neuhaus.

## Participants
Parmi les artistes qui se sont produits au festival d'Avant-Garde de New York, on compte Charlotte Moorman, John Cage, Yoko Ono, Carolee Schneemann, Robert Delford Brown, John Lennon, Alison Knowles, Nam June Paik, Morton Feldman, Dick Higgins, Ray Johnson, Richard Kostelanetz et Bill Fontana.
La 13ème édition a lieu au World Trade Center en 1977 et rassemble 237 participants. 

## Postérité
Le compositeur Dennis Báthory-Kitsz (en) participe au Annual Avant Garde Festival de 1977. Enthousiasmé par les rencontres entre le public et les artistes, il organise ensuite un festival d’avant-garde à Trenton, à 120km de New York en 1974, 1976 et 1978.
Un collectif d'artistes Day de Dada, basé à Staten Island organise en octobre 2017, le festival Apres Avant Garde pour commémorer cinquante après, le  5ème Annual Avant Garde Festival de 1967 organisé sur le ferry de Staten Island. 

## Liste des festivals
- Inaugural Avant Garde Festival. 20 août - 4 septembre 1963. Judson Hall (167 West 57th St., NYC)[5].
- 2nd Annual Avant Garde Festival. 30 août - 13 septembre 1964. Judson Hall[5],[6].
- 3rd Annual Avant Garde Festival. 7 au 11 septembre 1965. Judson Hall[5].
- 4th Annual Avant Garde Festival. 9 septembre 1966. Central Park[5],[7].
- 5th Annual Avant Garde Festival.  29 - 30 septembre 1967. Staten Island Ferry Whitehall Terminal[5].
- 6th Annual Avant Garde Festival. 14 septembre 1968. Central Park[5].
- 7th Annual Avant Garde Festival. 28 septembre - 4 octobre 1969. Wards Island, et 26 - 31 octobre 1969. Mill Rock Island[5],[7].
- 8th Annual Avant Garde Festival. 19 novembre 1971. 69th Regiment Infantry Armory, Manhattan[5].
- 9th Annual Avant Garde Festival. 28 octobre 1972. South Street Seaport Museum[5].
- 10th Annual Avant Garde Festival. 9 décembre 1973. Grand Central Terminal[5].
- 11th Annual Avant Garde Festival. 16 novembre 1974. Shea Stadium, Queens[5].
- 12th Annual Avant Garde Festival. 27 septembre 1975. Gateway National Recreation Area/Floyd Bennett Field, Brooklyn[5].
- 13th Annual Avant Garde Festival. 9 juin 1977. World Trade Center[5].
- 14th Annual Avant Garde Festival. 14 - 20 mai 1978 avec le Cambridge River Festival[5].
- 15th Annual Avant Garde Festival. 20 juillet 1980. Pier 81, Hudson River Park[5].